# Frank Boya
Frank Thierry Boya (Douala, 1996. július 1. –) kameruni válogatott labdarúgó, aki jelenleg a Royal Antwerp játékosa.

## Pályafutása

### Klubcsapatban
2015 és 2017 között hazájában az APEJES csapatában szerepelt, majd innen került a német 1860 München-hez. 2017 nyarán innen a belga Mouscron játékosa lett. 2020 júliusában a szintén belga Royal Antwerp csapatához igazolt.

### A válogatottban
2016. január 6-án debütált a kameruni labdarúgó-válogatottban a ruandai labdarúgó-válogatott ellen. Tagja volt a győztes válogatottnak, amely a 2017-es afrikai nemzetek kupáján vett részt.

## Sikerei, díjai
- Kamerun
  - Afrikai nemzetek kupája: 2017